# Musée du papier d'Amalfi
 (avril 2019).
Si vous disposez d'ouvrages ou d'articles de référence ou si vous connaissez des sites web de qualité traitant du thème abordé ici, merci de compléter l'article en donnant les références utiles à sa vérifiabilité et en les liant à la section « Notes et références ».
Le Musée du papier (en italien, Museo della carta) d’Amalfi est une ex-papeterie transformée en musée en 1969 par la volonté de Nicola Milano, propriétaire de la papeterie et appartenant à une des familles amalfitaines célèbres pour avoir été opérantes dans la production et dans la fabrication du papier d’Amalfi (ou papier bambagina).
Le musée, situé dans la vallée des Moulins, dans la partie interne de la ville, héberge les machines et les appareils (dûment restaurés et parfaitement fonctionnels) utilisés dans l’ancienne papeterie pour réaliser le papier à la main. Au premier plan ont été mis en place, en outre, une exposition de photos et d’imprimés documentaires et une bibliothèque à thème contenant des livres sur les techniques de production, en témoignage de l’importance assumée par cet artefact dans l’histoire de la république maritime.
La visite guidée (d'une durée d’environ 15 à 20 minutes) comprend également la possibilité d’assister en direct à la réalisation d’une feuille de papier d’Amalfi.